# علي اصغر عاشوري
علي اصغر عاشوري (4 أكتوبر 1988 بهمدان في إيران - ) هو لاعب كرة قدم إيراني في مركز الهجوم. لعب مع نادي استقلال خوزستان ونادي الوند همدان وFoolad Khuzestan B F.C. ‏ وShahrdari Hamedan F.C. ‏.